# باربرا جيه وولد
باربرا جيه وولد هي أستاذة برين في البيولوجيا الجزيئية، وهي الباحثة الرئيسية في مختبر وولد في معهد كاليفورنيا للتقنية (كالتك) والباحثة الرئيسية في مركز موارد الجينوم الوظيفي في معهد بيكمان في كالتك. كانت وولد مديرة معهد بيكمان في معهد كاليفورنيا للتكنولوجيا من 2001 إلى 2011

## التعليم
تخرجت باربرا وولد بدرجة البكالوريوس في علم الحيوان من جامعة ولاية أريزونا (تيمبي) عام 1973. كانت مستوحاة من العمل المختبري مع أستاذ علم الحيوان شيلبي جيركينج وعالم الأحياء التنموي جيري جوستوس ومحاضرات مع الأستاذة الفخرية كاثلين تشيرش. أثناء وجوده في جامعة ولاية أريزونا، أصبحت وولد مهتمًة بفهم الرمز الإعلامي الذي ينظم التعبير الجيني. كما التقتت بزوجها الجيوفيزيائي لورانس «لاري» بورديك.
حصلت وولد على درجة الدكتوراه في علم الأحياء التنموي الجزيئي من معهد كاليفورنيا للتكنولوجيا (Caltech) في عام 1978. درست بنية الجينوم وتنظيم الجينات أثناء نمو الجنين. تم تعيينها زميلة أبحاث ما بعد الدكتوراه في كلية الأطباء والجراحين بجامعة كولومبيا في عام 1978. هناك، طورت طرقًا لمعايرة وظيفة عنصر رابطة الدول المستقلة.

## الحياة المهنية

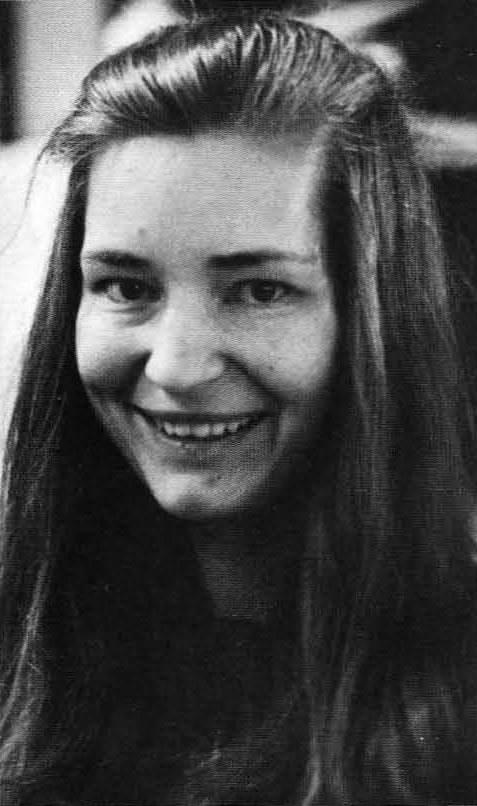
وولد في عام 1986

في عام 1981، عادت وولد إلى معهد كاليفورنيا للتكنولوجيا كأستاذة مساعدة في قسم علم الأحياء. تمت ترقيتها إلى أستاذة مشاركة في عام 1988 وأستاذة في عام 1996، وشغلت هذا المنصب حتى عام 2002. أصبحت أستاذة برين للبيولوجيا الجزيئية اعتبارًا من عام 2003.
ساعدت وولد في تأسيس مركز التعبير الجيني ويتير في معهد كاليفورنيا للتكنولوجيا في عام 1999، بالتعاون مع ستيفن كويك وميل سايمون، بالتعاون مع مشروع الجينوم البشري. كما شاركت في إنشاء مركز تصميم الدوائر البيولوجية في معهد كاليفورنيا للتكنولوجيا. عملت مستشارة في المعاهد الوطنية للصحة ووزارة الطاقة في مجال علم الجينوم.
كانت وولد مديرة لمعهد بيكمان في معهد كاليفورنيا للتكنولوجيا من 2001 إلى 2011، خلفًا للمدير المؤسس هاري بي. اعتبارًا من 30 يناير 2012، خلفتها ديفيد أ. تيريل كمخرج.

## البحث
نشرت باربرا وولد أكثر من ستين بحثًا في مجالات علم الأحياء التطوري وعلم الوراثة. طوال حياتها المهنية، ركزت وولد على استكشاف بنية ومنطق شبكات تنظيم الجينات، في محاولة لفهم الآليات التي تحرك تحولات حالة الخلية في تطوير الخلايا الفردية وتمايزها. على وجه الخصوص، قامت بالتحقيق في الطرق التي يتم بها تشفير آليات التمايز هذه في الحمض النووي، وعلاوة على ذلك، عرفت كيف يتم تنفيذها عن طريق النسخ.
بدءً من الخلايا السليفة غير المتمايزة، ركزت وولد ومختبرها بشكل خاص على التحولات من خلايا الأديم المتوسط في التطور المبكر إلى العضلات الهيكلية والعضلات القلبية المتطورة بشكل كامل في الحيوانات، وذلك بشكل أساسي من خلال استخدام نماذج الفئران. بالإضافة إلى ذلك، فهي مهتمة بالتحولات في تطور الخلايا التي تؤدي إلى تكون الأورام.
استخدمت وولد ومختبرها تقنيات مختلفة، بما في ذلك المقايسات على مستوى الجينوم وعلى نطاق البروتين، وتقنية الجينوم الرطبة، والطرق الحسابية، والتي طوروا العديد منها بالتعاون مع باحثين آخرين؛لدراسة نمو العضلات الهيكلية التنكس والتجدد. واستخدمت أيضًا تقنيات مثل تحليل التعبير الجيني للمصفوفة الدقيقة، والتدابير العالمية لتفاعل البروتين والحمض النووي، والبروتيوميات القائمة على قياس الطيف الكتلي، وعلم الجينوم المقارن. بالتعاون مع آخرين، كان مختبرها أيضًا رائدًا في تعديل مقياس الطيف الكتلي وعلامات المنظار ثنائية التقارب التي تتيح التصنيف الفعال والدقيق للمجمعات متعددة البروتينات.
يركز الكثير من أعمال وولد الحديثة على معالجة المعلومات البيولوجية، وتطوير واستخدام تقنيات جديدة مثل تقنيات تسلسل الحمض النووي عالية الإنتاجية لنمذجة مدخلات ومخرجات شبكات الجينات بشكل حسابي. وهي تدرس التطور الجنيني والتجدد في الفقاريات،وتفحص شبكات النسخ وتستخدم الجينوميات المقارنة لنمذجة جينومات الفئران والبشر والكلاب. يؤدي هذا العمل إلى زيادة فهم تنظيم النسخ المباشر وآليات ما بعد النسخ والترجمة ووسطتها بواسطة الرنا الميكروي. هدف وولد هو فهم عميق لتصميم الدوائر البيولوجية وآليات علم الوراثة وتطور الخلايا، تحقيقا لهذه الغاية تسعى وولد إلى استخدام بحثها للمساهمة في تطوير نصوص المرجع الدولي وقواعد بيانات العناصر التنظيمية.
اهتم مختبر وولد مؤخرًا بعلم جينوم الأمراض البشرية. على وجه الخصوص يبحثون في أمراض مثل مرض الزهايمر والسرطان والاضطرابات العضلية الهيكلية.

## الجوائز والتكريمات
- 2014، جائزة خريجي كلية علوم الحياة (التربة) المتميزين، جامعة ولاية أريزونا[4]
- 1983، برنامج علماء سيرل[18]